# Juan Antin
Pour les articles homonymes, voir Antin (homonymie).
Juan Antin (né à Buenos Aires en 1969) est un réalisateur et un scénariste argentin de films d'animation. Il a réalisé de nombreux courts-métrages employant des techniques variées ainsi que deux longs-métrages, Mercano, le Martien en 2002 et Pachamama en 2018.

## Filmographie

### Longs-métrages
- 2002 : Mercano, le Martien (Marcano el marciano)
- 2018 : Pachamama

### Courts-métrages
- 2006 : Rolo y Colo en: No te hagas la cabeza